# Hillman Imp
Hillman Imp är en personbil, tillverkad av den brittiska biltillverkaren Hillman mellan 1963 och 1976.

## Hillman Imp
I samband med Suezkrisen steg priset på bensin kraftigt, vilket ledde till en stor ökning av efterfrågan på bränslesnåla bilar. Rootes-koncernen, vars minsta bil var 1,5-liters Hillman Minx, insåg att man behövde komplettera programmet med en småbil. Efter succén för Folkvagnen lanserades flera småbilar med svansmotor under femtio- och början av sextiotalet. Rootes beslutade att följa strömmen. Den nya bilen visade sig tyvärr bli en gökunge vars utveckling tog det mesta av företagets resurser och vars försäljning aldrig nådde mer än bråkdelar av marknadsavdelningens mål.
För att klara av den förväntade produktionsökningen begärde företaget myndigheternas tillstånd att bygga ut anläggningen i Ryton-on-Dunsmore, utanför Coventry. Då gick industriministeriet in och meddelade att detta inte kunde bli aktuellt. Däremot skulle regeringen, av arbetsmarknadspolitiska skäl, ge ett mycket fördelaktigt lån om Rootes byggde en ny fabrik i skotska Linwood, utanför Glasgow. Dessvärre låg Linwood nästan 50 mil bort från Rootes huvudanläggning och huvuddelen av den övriga brittiska bilindustrin i Västra Midlands. Arbetskraften bestod huvudsakligen av före detta varvsarbetare, utan utbildning för bilbyggande, men med desto större lust att strejka så snart tillfälle gavs. Detta kom att få omfattande konsekvenser för produktionen, både vad gällde byggkvalitet och produktivitet.
För att snabbt få fram en passande motor vände sig Rootes till motorbyggaren Coventry Climax. Där hittade man en avancerad liten motor som var framtagen för att driva en brandspruta. Motorn var gjord i aluminium och hade överliggande kamaxel. För att matcha den varvvilliga motorn tog man fram en motsvarande påkostad växellåda. Även bakhjulsupphängningen var ovanligt påkostad för att sitta i en billig småbil, med fyrledad drivaxel. Detta för att kompensera för svansmotorkonceptets notoriska överstyrning. Den avancerade drivlinan gav bilen goda köregenskaper, men den var komplicerad och därmed dyr att tillverka. Karossen hade en traditionell ”three-box”-design, men bilen försågs med en öppningsbar bakruta och baksätet kunde fällas ned för att göra plats för mer bagage. På så sätt blev bilen precis som en halvkombi.
Utvecklingen drog ut på tiden och kostade stora pengar. Därför beslutade ledningen att Hillman Imp skulle introduceras i maj 1963. Vid det laget var oljekrisen från 1956 avslutad och glömd. Det gjorde att efterfrågan minskade på små bränslesnåla bilar. Närmaste konkurrenten Mini hade också etablerat en ny standard för småbilar och tagit en stor del av marknaden. Dessvärre återstod en del utvecklingsarbete och de första årgångarna drabbades av en rad problem. Förutom att produktionen stördes av strejker fanns det också brister i logistiken. Motorblocken göts till exempel i Skottland, fraktades till Coventry för att bli kompletta motorer och sedan fraktades de tillbaka till Skottland där de monterades i bilarna. Bilen fick snart rykte om sig att dras med tillförlitlighetsproblem och försäljningen tog aldrig riktig fart. 1966 presenterades en Mk II-version, där man rättat till de flesta barnsjukdomarna, men då var skadan redan skedd. I januari 1967 utökades programmet med coupé-modellen Californian och i april samma år tillkom kombin Husky, baserad på den lätta lastbilen Commer Van.
Sedan British Motor Corporation visat på framtiden för småbilen med sina framhjulsdrivna modeller stod det klart att den svansmotordrivna Imp var en återvändsgränd som stod inför avveckling, snarare än utveckling. Dessutom hade företaget Rootes på grund av sin sviktande ekonomi köpts upp av Chrysler, som inte såg någon plats för Imp i sin modellflora. I juli 1970 försvann Husky-modellen, medan sedanen fortsatte att tillverkas utan förändringar fram till mars 1976.
Motor:
| Modell | Motor               | Cylindervolym | Effekt | Bränslesystem   |
| ------ | ------------------- | ------------- | ------ | --------------- |
| Imp    | 4-cyl radmotor SOHC | 875 cm³       | 39 hk  | Enkel förgasare |

## Övriga märken
Som så många andra Rootes-modeller var även Imp ett mål för badge engineering och såldes under flera märkesnamn.

### Singer Chamois
Singer Chamois introducerades i oktober 1964. Två år senare tillkom en tvåförgasarmotor och i april 1967 en coupé.
Den nya ägaren Chrysler Europe genomförde i början av 1970 en rationalisering av Rootes omfattande modellprogram. Chamois-modellen blev ett av offren när Chrysler lade ner märket Singer.
Motor:
| Modell  | Motor               | Cylindervolym | Effekt | Bränslesystem    |
| ------- | ------------------- | ------------- | ------ | ---------------- |
| Chamois | 4-cyl radmotor SOHC | 875 cm³       | 39 hk  | Enkel förgasare  |
| Sport   | 4-cyl radmotor SOHC | 875 cm³       | 51 hk  | Dubbla förgasare |

### Sunbeam Imp/Stiletto
I oktober 1966 tillkom den sportiga Sunbeam Imp med tvåförgasarmotor. Ett år senare kompletterades programmet med coupén Stiletto. Modellerna fanns kvar fram till mars 1976.
Motor:
| Modell | Motor               | Cylindervolym | Effekt | Bränslesystem    |
| ------ | ------------------- | ------------- | ------ | ---------------- |
| Imp    | 4-cyl radmotor SOHC | 875 cm³       | 51 hk  | Dubbla förgasare |

### Commer Imp Van
Från september 1965 såldes den lätta lastbilen Commer Imp Van. Tre år senare bytte den namn till Hillman.
Motor:
| Modell | Motor               | Cylindervolym | Effekt | Bränslesystem   |
| ------ | ------------------- | ------------- | ------ | --------------- |
| Van    | 4-cyl radmotor SOHC | 875 cm³       | 39 hk  | Enkel förgasare |

### Bond 875
Den trehjuliga minibilen Bond 875 använde motor, växellåda och bakvagn från Hillman Imp. Med den lätta plastkarossen fick denna modell betydligt bättre fartresurser än Imp, även om vägegenskaperna inte var lika trygga med ett ensamt framhjul.

### Kit car
Den avancerade, lätta och trimvänliga motorn gjorde att delar från Hillman Imp användes till många hemmabyggen. I Storbritannien var det populärt att köpa en byggsats och sätta ihop sin egen bil (kit car). Tillsammans med Volkswagen typ 1 var Hillman Imp en av de populäraste modellerna att utgå från vid dessa byggen.

## Bilder

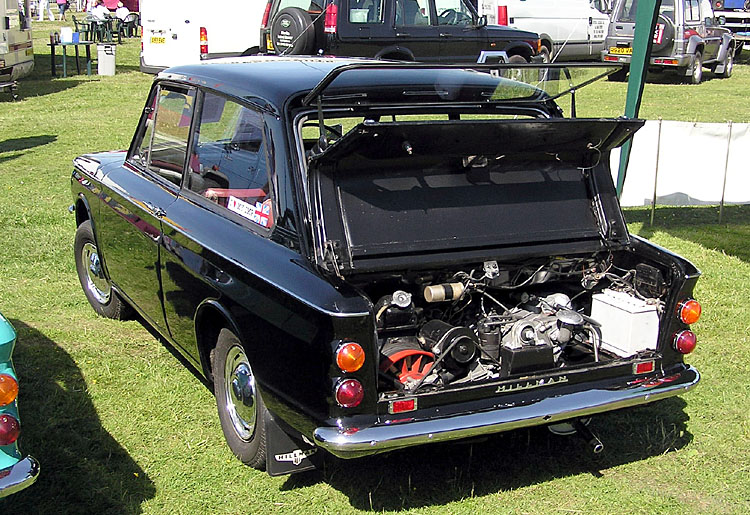
Hillman Imp
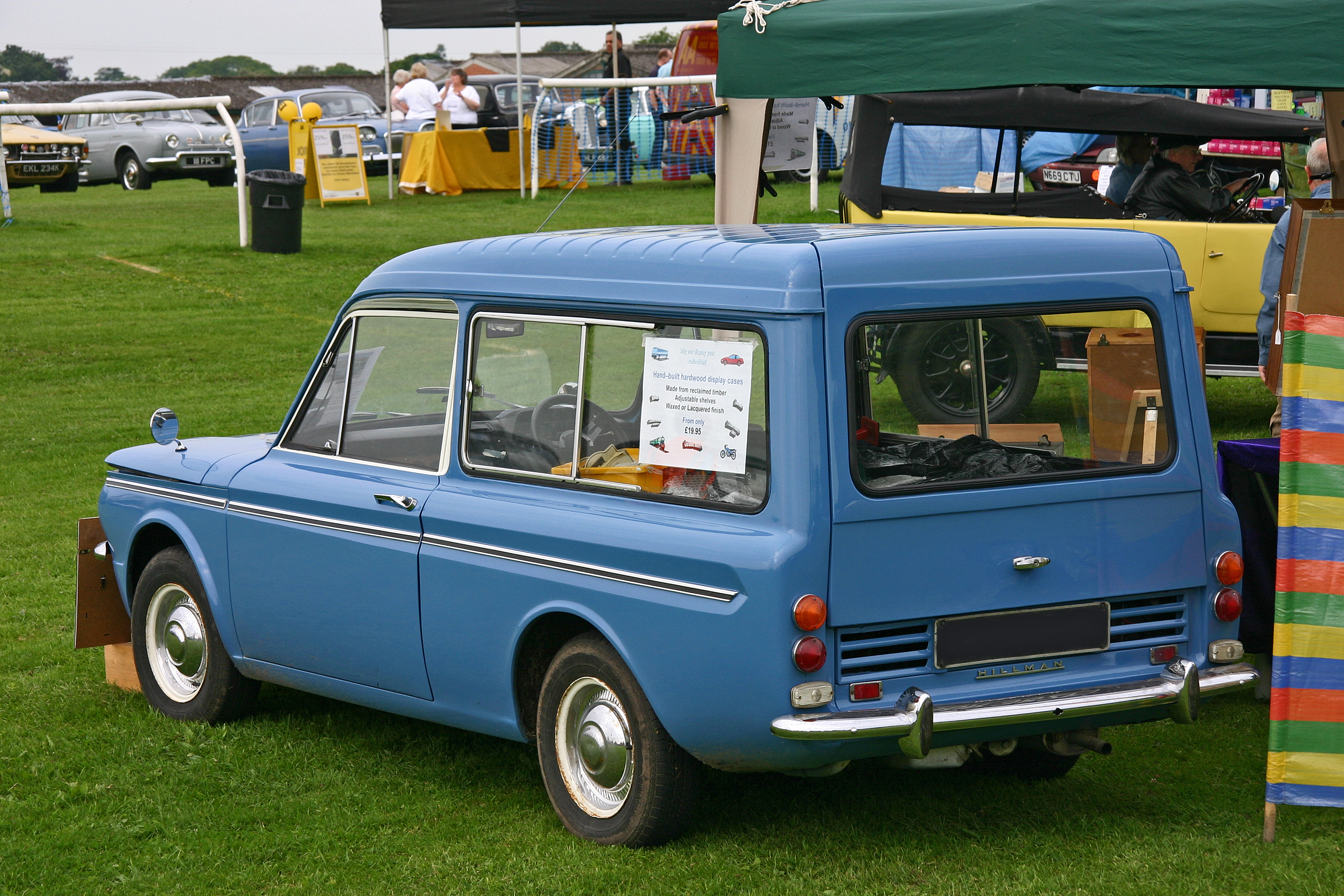
Hillman Husky
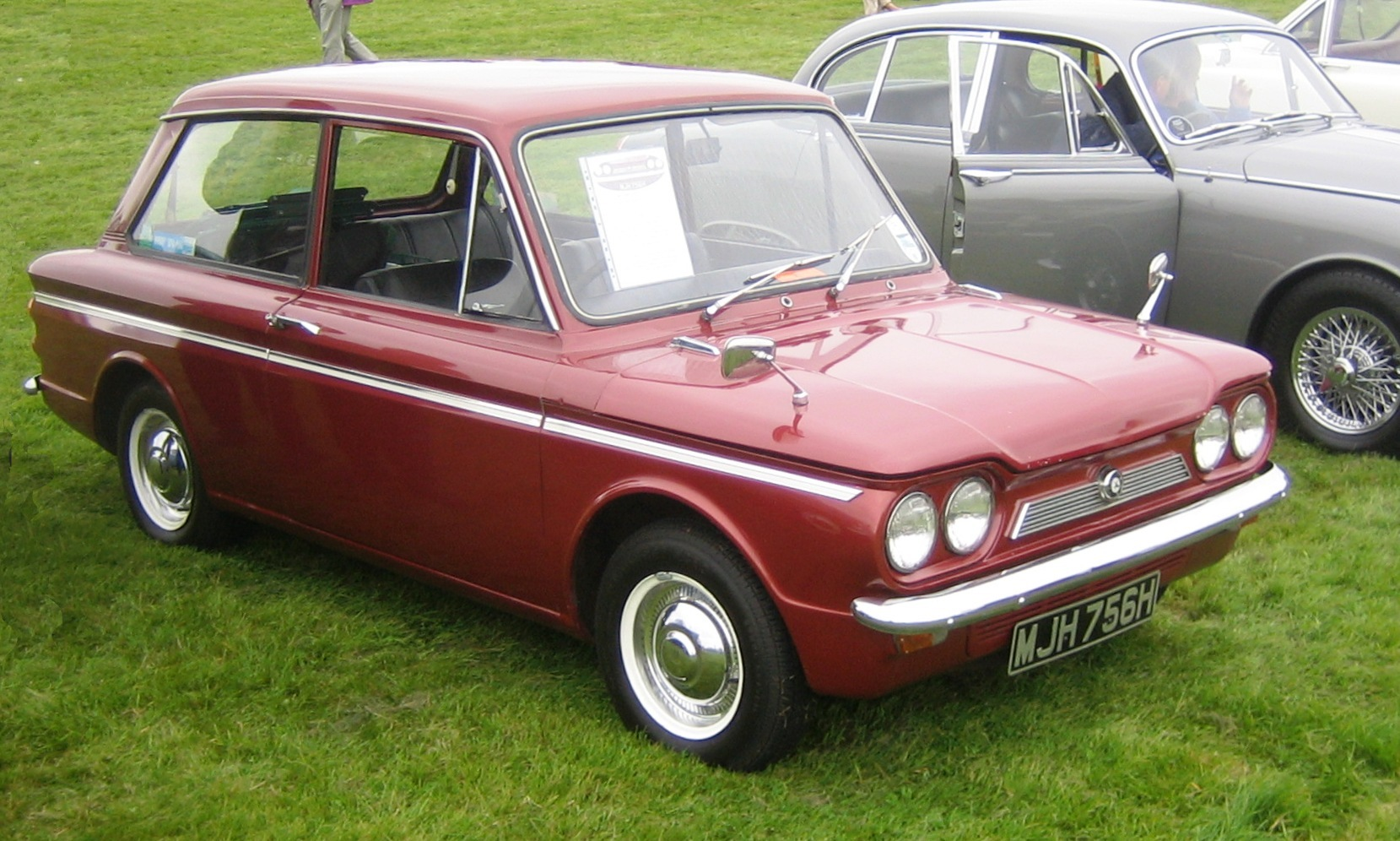
Singer Chamois
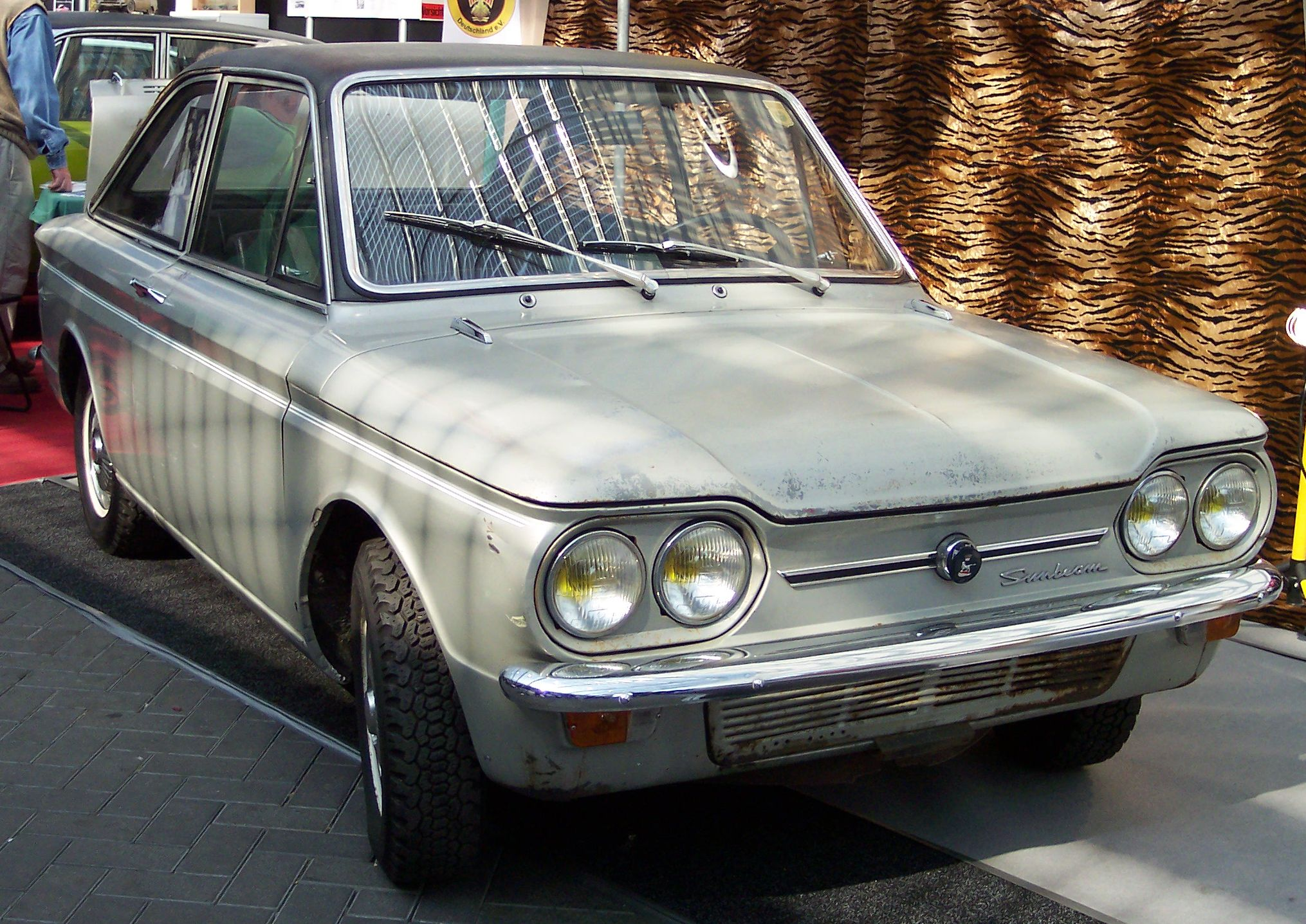
Sunbeam Stiletto